# 深沢宏
深沢 宏（ふかざわ ひろし、1931年10月9日 - 1986年8月26日）は、日本の歴史学者・経済学者。専攻は南アジア史。学位は、博士（ラクナウ大学）。元一橋大学教授。日経・経済図書文化賞受賞。

## 来歴
山形県酒田市生まれ。大連市富士小学校、大連市上葭国民学校、大連中学校、広島陸軍幼年学校、横手中学校（現秋田県立横手高等学校）を経て、1948年熊本県立中学済々黌（現熊本県立済々黌高等学校）を卒業し、東京商科大学（現一橋大学）専門部入学。1953年一橋大学経済学部卒業、1955年一橋大学大学院経済学研究科修士課程修了。1956年からインド政府給費留学生としてラクナウ大学大学院経済学研究科博士課程に留学。1960年同修了。インド近代綿業発達史の研究により博士号（Ph.D.）取得。1962年一橋大学大学院経済学研究科博士課程単位取得退学。一橋大では村松祐次教授に師事。
1962年一橋大学経済学部講師、1968年同助教授、1972年同教授、1983年経済学部長、1986年肝不全のため東京都立府中病院で死去。この間1969年から1971年まで東京外国語大学助教授併任。1972年から74年まで東京外国語大学アジア・アフリカ言語文化研究所共同研究員、1980年及び1985年東京大学経済学部講師。
1972年『インド社会経済史研究』により日経・経済図書文化賞受賞。1986年従四位。オックスフォード大学出版局の"The Cambridge Economic History of India, 2 Vols"に、日本人唯一の執筆者として参加するなど、海外でも活躍。死去に際しては、インドの新聞にも訃報が掲載された。
指導学生に中東史学者の加藤博（一橋大名誉教授）や、南アジア経済史学者の谷口晋吉（一橋大名誉教授）、東南アジア経済史学者の大木昌（明治学院大学教授）、開発経済学者の内藤能房（名古屋市立大学副学長）、Witit Sujjapong（タイ通信公社長官）などがいる。

## 著作

### 著書
- 『インド社会経済史研究』東洋経済新報社 1972
- 『インド断章』日貿出版社 1986
- 『インド農村社会経済史の研究』（遺稿集、谷口晋吉責任編集）東洋経済新報社 1987
- "The medieval Deccan : peasants, social systems and states, sixteenth to eighteenth centuries"オックスフォード大学出版局  1998

### 訳書
- マックス・ウェーバー著『ヒンドゥー教と仏教 : 世界諸宗教の経済倫理2』日貿出版社 1983